# Medea de Novara
Hermine Kindle Flutcher, más conocida como Medea de Novara (Triesen, 18 de abril de 1905-Cuernavaca, 1 de noviembre de 2001), fue una actriz liechtensteiniana, esposa del director y actor mexicano Miguel Contreras Torres.

## Biografía
Nació en Vaduz, Liechtenstein, en 1905 y llegó a México en la década de 1930. Se casó con el director y actor mexicano Miguel Contreras Torres, a quien conoció en Hollywood. Entre otros papeles, representó a la emperatriz Carlota, en la película Juárez y Maximiliano, de 1933, que se estrenó en el Palacio de Bellas Artes de la Ciudad de México, y a María Magdalena, en María Magdalena: Pecadora de Magdala.
En 1951, Contreras Torres compró el castillo de Gutenberg, en Balzers, para hacer realidad los sueños de la actriz. A partir de entonces, Medea viajó constantemente entre México y Liechtenstein, donde pasaba largas temporadas en su castillo. A la muerte de su esposo, se encargó de atender los negocios cinematográficos de la familia.

## Filmografía
Las películas en las que actuó Medea de Novara son:
- María Magdalena: Pecadora de Magdala (1945)
- Caballería del imperio (1942)
- Hombre o demonio (Don Juan Manuel) (1940)
- The Mad Empress (1939) -producción estadounidense.
- La golondrina (1938)
- La paloma (1937)
- Tribu (1934)
- Juárez y Maximiliano (1933)
- La noche del pecado (1933)
- Zítari (1931) -cortometraje mudo.
- Soñadores de gloria (1930) -como Medea de Movarry, coproducción estadounidense.